# Ponti (azienda)
Ponti è un’azienda alimentare italiana che opera nei settori dell’Aceto di Vino, dell’Aceto Balsamico di Modena I.G.P., dell’Aceto di Mele, dei Sottaceti, dei Sottoli e dei Condimenti per riso e pasta. Attiva come impresa familiare fin dal 1787, è leader del mercato dell’aceto italiano ed esporta in oltre 70 Paesi del mondo.

## Storia

### Le origini
Da nove generazioni la famiglia Ponti vive e produce aceto sulle Colline Novaresi, un’area del Piemonte orientale dove si pratica la viticoltura fin dall’antichità.
Una ricerca  condotta dallo storico Sergio Monferrini sulle fonti di archivio locali ha consentito di stabilire che i del Ponte – questo era il cognome in origine – sono presenti a Sizzano fin dal 1695 come vignaioli e commercianti, ma è nel 1787 che il loro nome si lega a quello dell’aceto. In questa data si cita infatti una «somministrazione (cioè una vendita) di aceto» da parte di Giovanni Battista del Ponte, titolare di una «fabrica dell’aceto» che sarà ereditata nel 1795 dal nipote Vittore. L’anno 1787, presente su tutte le etichette Ponti, segna l’inizio di un’attività caratterizzata fin da subito da una precisa connotazione industriale, tra le più antiche in Italia.

### Verso una dimensione nazionale
La tradizione di famiglia prosegue con Giovanni Ponti (1837-1900), conosciuto a Sizzano con il soprannome dialettale di Giuanin d’la asei (Giovannino dell’aceto), e con il figlio Antonio, che amplia la piccola attività paterna e ottiene lusinghieri riconoscimenti in molte esposizioni in Italia e all’estero, come alla Fiera Internazionale di Parigi del 1911, dove riceve il Diploma d’onore per “vini e aceti”.
Nel 1939 Antonio, al quale si è affiancato il figlio Guido, avvia la produzione delle conserve vegetali all’aceto e all’olio d’oliva. 

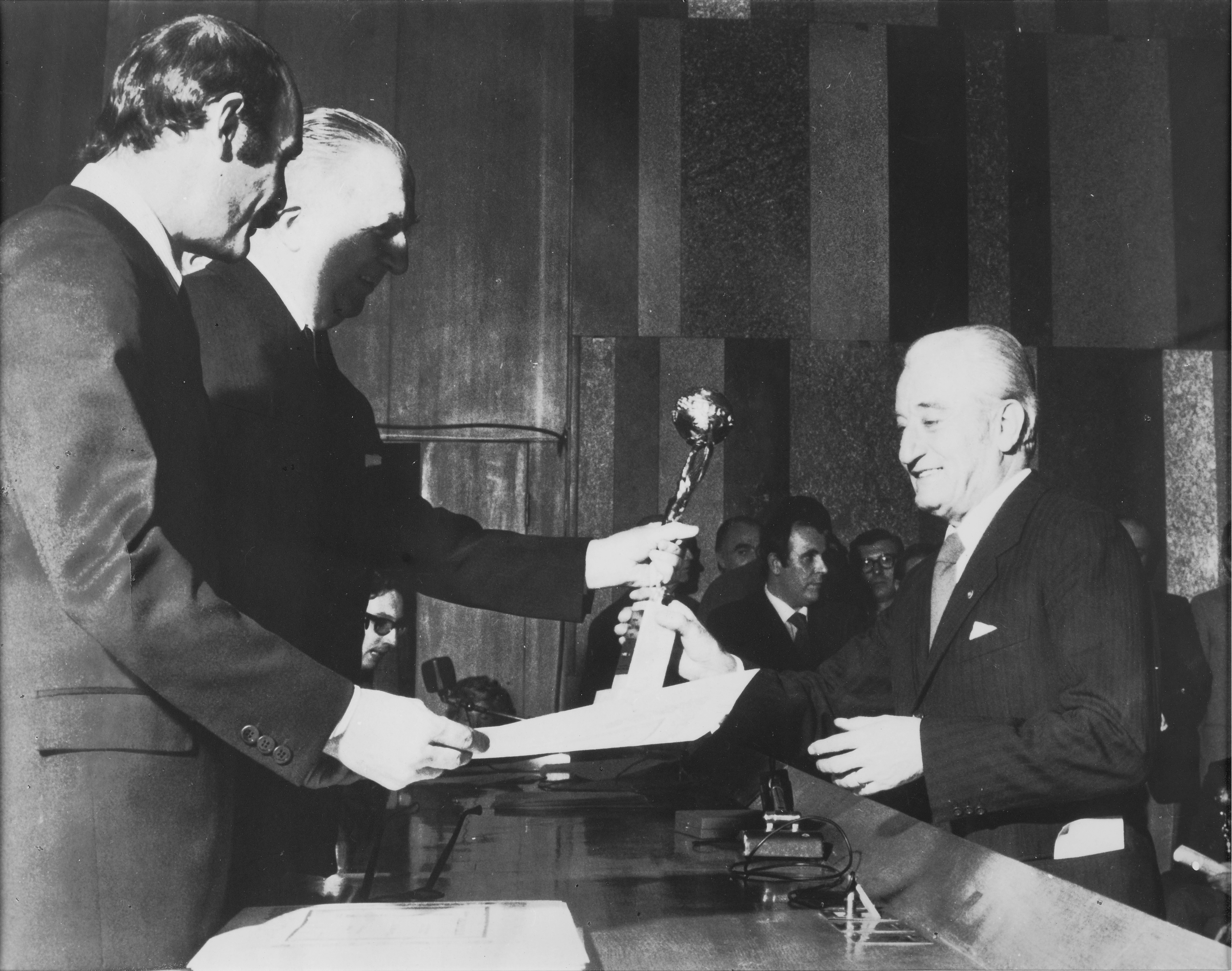
Guido Ponti riceve nel 1948 il diploma della Regia Scuola di Viticoltura e di Enologia di Alba

Nel 1948 Guido Ponti riceve il diploma della Regia Scuola di Viticoltura e di Enologia di Alba e diventa uno dei maggiori esperti di questo settore a livello nazionale, introducendo in azienda tecnologie innovative. Il 1948 è anche l’anno in cui viene inaugurato lo stabilimento di Ghemme, che ancora oggi è la sede operativa di Ponti.

### Espansione e diversificazione
Nel 1965 Cesare e Franco Ponti iniziano a collaborare con il padre Guido. L’avvento dell’ottava generazione coincide con una politica di forte espansione. L’azienda acquisisce i maggiori acetifici concorrenti e nel 1974 inaugura il secondo stabilimento di produzione di aceto a Dosson di Casier, che sarà seguito, nel 1989, da quello di Anagni. Ponti diventa il principale produttore italiano di aceto.
Contemporaneamente inizia la diversificazione dell’attività. È del 1983 la nascita di Peperlizia, che all’inizio identifica esclusivamente i Peperoni di Carmagnola conservati in agrodolce. Negli anni successivi la linea Peperlizia si allarga ad altre specialità, tra cui il contorno di carciofi Carcioghiotto.
La fase di espansione prosegue nel 1991 con l’acquisizione della Modenaceti S.r.l. di Vignola, specializzata nella produzione di aceto balsamico. Inizia un percorso che farà di Ponti un leader nel settore dell’Aceto Balsamico di Modena I.G.P. Nel 1992 viene lanciato sul mercato l’Aceto di Mele Ponti.

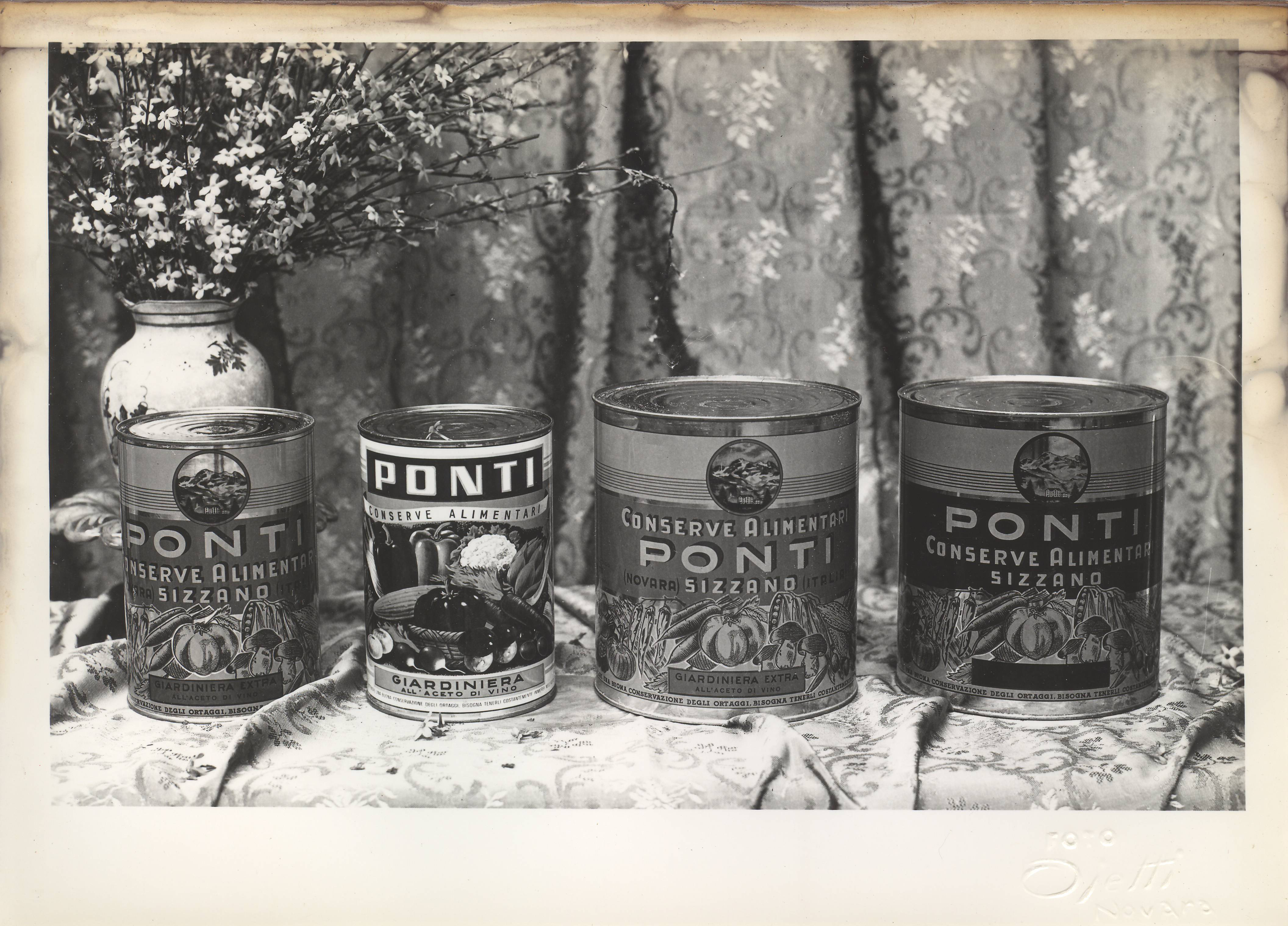
Prodotti storici Ponti

### Innovazione, sostenibilità e mercato globale
Nel 2000 entra in azienda il figlio di Franco, Giacomo, rappresentante della nona generazione della famiglia, che imprime alla Ponti una svolta tecnologica e ne avvia il processo di internazionalizzazione.
Nel 2008 Ponti acquisisce Achillea, società specializzata nella produzione biologica di aceto di mele, succhi di frutta e marmellate, e lancia sul mercato la Glassa all’Aceto Balsamico di Modena IGP.
Nel 2010 Lara Ponti, figlia di Cesare, affianca il cugino Giacomo, indirizzando l’azienda verso una produzione sempre più sostenibile e responsabile.
Nel 2014 viene fondata Ponti France con sede a Parigi e nel 2015 Ponti Usa con sede a New York. Nello stesso anno l’azienda partecipa all’EXPO di Milano.
I più recenti prodotti Ponti, in linea con l’evoluzione del gusto e le nuove tendenze alimentari, sono i contorni vegetali Zero Olio (2013), il condimento delicato DolceAgro (2019) e la gamma di aceti e conserve di verdure Bio.
Nel 2019 Ponti commissiona alla Nutrition Foundation of Italy (NFI) un rapporto sulle evidenze scientifiche degli ultimi vent’anni relative ai benefici dell’aceto sulla salute dell’uomo.
Nel 2020 un’operazione di rebranding porta in etichetta la data di nascita dell’azienda, il 1787.  Viene introdotto il sistema di classificazione degli Aceti Balsamici di Modena I.G.P. Ponti certificato da SGS. Nel 2020 il fatturato della società, controllata e guidata dalla nona generazione della famiglia Ponti, è stato di 128 milioni di euro. Stanziati 25 milioni per favorire l'export.

## Produzione e stabilimenti
Il core business di Ponti è l’aceto di vino, che viene prodotto negli stabilimenti di Ghemme, Dosson di Casier e Anagni. All’Aceto di Vino Classico Ponti si affiancano Aroma Antico, che nasce da vini esclusivamente italiani, e i Monovitigno da Chianti D.O.C.G. e Pinot Bianco dell’Oltrepò Pavese D.O.C.
Negli stessi impianti viene prodotto l’Aceto di Mele Ponti, utilizzando il sidro ottenuto nello stabilimento Achillea di Paesana.
L’Aceto Balsamico di Modena I.G.P. Ponti nasce nell’acetaia di Vignola, ai piedi della collina modenese, dalla maturazione di Aceto di Vino Ponti e di mosto d’uva cotto e concentrato in tini, botti e barrique di legni diversi, secondo le regole del Disciplinare di Produzione  imposte dal Consorzio Tutela Aceto Balsamico di Modena. Nel 2020 Ponti ha introdotto sulle etichette di tutti i suoi Aceti Balsamici di Modena I.G.P. un esclusivo sistema di classificazione certificato da SGS che consente al consumatore di valutare e scegliere il prodotto in base a tre parametri che influiscono sul gusto dell’aceto. Questi parametri sono il periodo di maturazione, che conferisce profumi e sapori peculiari, la quantità di mosto d’uva, che dona dolcezza e aromi, e la densità, che determina il grado di morbidezza dell’Aceto Balsamico e incide sul suo sapore.
I Sottoli, i Sottaceti e i Condimenti per riso e pasta sono prodotti a Ghemme in uno stabilimento tecnologicamente all’avanguardia.

## Prodotti
- Aceto Balsamico di Modena I.G.P.
- Aceto Balsamico Tradizionale di Modena D.O.P.
- Aceto di Vino
- Aceto di Mele
- DolceAgro
- DolceAgro di Mele
- Alta Densità
- Glassa All’Aceto Balsamico di Modena I.G.P.
- BBQ premium Sauce
- Peperlizia
- Zero Olio
- Condimenti per riso e pasta
- Olive
- Sottoli
- Sottaceti
- Verdure Bio
- Sughi per pasta

## Marchi Ponti
- Achillea
- Modenaceti
- Monvisia
- Rossini

## Campagne pubblicitarie
Ponti inizia a pubblicizzare i suoi prodotti con campagne televisive nazionali nel 1979. Il primo spot è dedicato all’Aceto di Vino Aroma Antico, seguito da Peperlizia (popolare lo slogan “Peperlizia. Il contorno che ti vizia”), Aceto Balsamico di Modena I.G.P., Glassa e Aceto di Mele. Tutte queste campagne sono firmate dall’Agenzia Armando Testa. Nel 2007 viene scelto come testimonial l’attore e regista Ricky Tognazzi, protagonista di una saga che lo vede tra l’altro promuovere l’Aceto Balsamico di Modena I.G.P. Ponti in versione lillipuziana (2010). Dal 2013, “attori” degli spot sono gli stessi prodotti Ponti che si trasformano in personaggi antropomorfi animati. Nel 2018 viene lanciata la prima campagna istituzionale che ruota intorno al claim “Il potere di una goccia”.
Non è vero che Testa è stata l'anfitrione di Ponti. Dal 1975 circa cominciando con il rifacimento delle etichette di aceto, Ponti per venti lunghi anni (fino al 2000 credo) ha collaborato con l'agenzia Milano & Grey e lo slogan su Peperlizia e di quest'ultima. Il balsamico sulle fragole nello spot tv era stata un'idea di Ugo Gatti, presidente della Milano & Grey.

## Curiosità
- I peperoni in agrodolce Peperlizia vengono preparati seguendo una ricetta ispirata alla tradizione culinaria della famiglia Ponti.
- Nel 1988 uno spot televisivo dell’Aceto Ponti parafrasava i versi de La pioggia nel pineto di Gabriele D'Annunzio, associando le parole a immagini di gocce d’aceto che cadevano sul cibo.
- Negli anni Ottanta le telepromozioni di Mike Bongiorno su Canale 5 contribuirono moltissimo al successo dei prodotti Ponti. Per attirare l’attenzione del pubblico su Peperlizia, Bongiorno inventò che Cesare e Franco Ponti possedevano un elicottero con cui sorvolavano i campi alla ricerca degli ortaggi migliori. Grazie a questa trovata pubblicitaria le vendite di Peperlizia ebbero un’impennata del 150%.